# Ait Mazigh
Ait Mazigh  (in arabo أيت مزيغ‎?) è un centro abitato e comune rurale del Marocco situato nella provincia di Azilal, regione di Béni Mellal-Khénifra. Conta una popolazione di 3 330 abitanti (censimento 2014).